# Gerardo de Jesús Rojas López
Gerardo de Jesús Rojas López (ur. 13 kwietnia 1957 w Capullín) – meksykański duchowny rzymskokatolicki, od 2011 biskup Tabasco.

## Życiorys
Święcenia kapłańskie otrzymał 16 września 1983 i został inkardynowany do diecezji Ciudad Juárez. Po święceniach przez dziewięć lat pracował jako duszpasterz parafialny, a następnie wyjechał na studia licencjackie na Uniwersytecie Nawarry. Po uzyskaniu tytułu i powrocie do Meksyku rozpoczął pracę w diecezjalnym niższym seminarium oraz w trybunale kościelnym. W 2001 został wikariuszem generalnym diecezji.
22 maja 2004 papież Jan Paweł II mianował go biskupem Nuevo Casas Grandes. Sakry biskupiej udzielił mu 4 sierpnia 2004 bp Renato Ascencio León.
7 grudnia 2010 decyzją papieża Benedykta XVI został przeniesiony na urząd biskupa Tabasco. Ingres odbył się 19 stycznia 2011.